# Ustawa o nieodpłatnej pomocy prawnej, nieodpłatnym poradnictwie obywatelskim oraz edukacji prawnej
Ustawa z dnia 5 sierpnia 2015 r. o nieodpłatnej pomocy prawnej, nieodpłatnym poradnictwie obywatelskim oraz edukacji prawnej (do dnia 31 grudnia 2018 ustawa o nieodpłatnej pomocy prawnej oraz edukacji prawnej) – polska ustawa z 2015 roku, która określa, czym jest darmowa, przedsądowa pomoc prawna oraz komu jest udzielana (osoby niezamożne). Ustawa określa także zasady świadczenia nieodpłatnego poradnictwa obywatelskiego i działania organów administracji publicznej w zakresie edukacji prawnej obywateli.

## Prace nad ustawą
16 kwietnia 2015 projekt ustawy przygotowany przez rząd Ewy Kopacz wpłynął do Sejmu, gdzie uchwalony został 25 czerwca (427 głosów za, 1 przeciw, 1 wstrzymał się). Prezydent RP Andrzej Duda podpisał ustawę 25 sierpnia 2015. Ustawa weszła w życie 1 stycznia 2016.

## Zakres regulacji
Ustawa jest podzielona na rozdziały:
- Rozdział 1. Przepisy ogólne (art. 1-2)
- Rozdział 2. Nieodpłatna pomoc prawna (art. 3-13)
- Rozdział 3. Zadania z zakresu edukacji prawnej (art. 14-15)
- Rozdział 4. Ocena wykonywania zadań z zakresu nieodpłatnej pomocy prawnej, nieodpłatnego poradnictwa obywatelskiego oraz edukacji prawnej (art. 16-18)
- Rozdział 5. Finansowanie nieodpłatnej pomocy prawnej, nieodpłatnego poradnictwa obywatelskiego oraz edukacji prawnej (art. 19-20)
- Rozdział 6. Zmiany w przepisach obowiązujących (art. 21-24)
- Rozdział 7. Przepisy dostosowujące i przepis końcowy (art. 25-29).

Ponadto ustawa zawiera na końcu dwa wzory różnych oświadczeń składanych przez osoby korzystające z nieodpłatnej pomocy prawnej, nieodpłatnego poradnictwa obywatelskiego oraz edukacji prawnej.

## Osoby uprawnione do darmowej pomocy prawnej  i nieodpłatnego poradnictwa obywatelskiego
Skorzystać z darmowej pomocy prawnej i nieodpłatnego poradnictwa obywatelskiego może – zgodnie z ustawą – każda osoba, która nie jest w stanie ponieść kosztów odpłatnej pomocy prawnej. Ponadto, ustawa dopuszcza do skorzystania z programu także osoby prowadzące jednoosobową działalność gospodarczą, niezatrudniające innych osób w ciągu ostatniego roku.
Przed otrzymaniem darmowej pomocy prawnej każda zainteresowana osoba jest zobowiązania złożenia pisemnego oświadczenia, że nie jest w stanie ponieść kosztów odpłatnej pomocy prawnej. Osoba korzystająca z nieodpłatnej pomocy prawnej lub nieodpłatnego poradnictwa obywatelskiego w zakresie prowadzonej działalności gospodarczej dodatkowo składa oświadczenie o niezatrudnianiu innych osób w ciągu ostatniego roku.

## Zakres pomocy
Darmowa pomoc prawnika dla osoby uprawnionej obejmuje (art. 3 ustawy):
- poinformowanie o obowiązującym stanie prawnym, o przysługujących uprawnieniach i obowiązkach
- wskazanie sposobu rozwiązania problemu prawnego
- pomoc w sporządzeniu projektu pisma w danej sprawie (z wyłączeniem pism procesowych w toczącym się postępowaniu przygotowawczym lub sądowym i pism w toczącym się postępowaniu sądowo-administracyjnym)
- nieodpłatną mediację
- sporządzenie projektu pisma o zwolnienie od kosztów sądowych lub ustanowienie pełnomocnika z urzędu w postępowaniu sądowym lub ustanowienie adwokata, radcy prawnego, doradcy podatkowego lub rzecznika patentowego w postępowaniu sądowoadministracyjnym oraz poinformowanie o kosztach postępowania i ryzyku finansowym związanym ze skierowaniem sprawy na drogę sądową.

Darmowa pomoc prawna nie obejmuje spraw:
- podatkowych, związanych z prowadzeniem działalności gospodarczej
- z zakresu prawa celnego, dewizowego i handlowego
- związanych z prowadzeniem działalności gospodarczej, z wyjątkiem przygotowania do rozpoczęcia tej działalności.

Sposób udzielania nieodpłatnej pomocy prawnej oraz m.in. wzór karty takiej pomocy określa rozporządzenie.